# Raojān
Raojān är en ort i Bangladesh.   Den ligger i provinsen Chittagong, i den sydöstra delen av landet, 200 km sydost om huvudstaden Dhaka. Raojān ligger 9 meter över havet och antalet invånare är 25 708.
Terrängen runt Raojān är platt. Det finns inga andra samhällen i närheten.
I omgivningarna runt Raojān växer huvudsakligen savannskog. Runt Raojān är det mycket tätbefolkat, med 2 028 invånare per kvadratkilometer.